# Turistická značená trasa 6006
 Turistická značená trasa 6006 je žlutě vyznačená 5,5 kilometru dlouhá pěší trasa Klubu českých turistů vedená od zastávky tramvají v Hlubočepích do Velké Chuchle. Nejvýše položené místo na trase je u kostela svatého Jana Nepomuckého – 292 metry.

## Popis trasy
Trasa zčásti vede souběžně s naučnými stezkami Barrandovské skály a Chuchelský háj. Po bývalé Zbraslavské silnici podél skal a železniční trati č. 171 dojde do Malé Chuchle, kde podejde Branický most. Projde kolem bývalých lázní s kostelem Narození Panny Marie, nadejde železniční tunel, projde podél Mariánsko-Lázeňského potoka a kolem kapličky s Mariánským pramenem a vystoupá do Chuchelského háje. Zalesněným vrchem vede kolem Zookoutku, poté kolem hřbitova a kostela, kde je výhled na Prahu. Pak sestoupá do ulice Pod Akáty, kterou se dostane na náměstí ve Velké Chuchli.
| Km  | Místo                    | Navazující a křižující trasy | Nadm. výška |
| --- | ------------------------ | ---------------------------- | ----------- |
| 0   | Hlubočepy (tram)         | 3063                         | 198 m       |
| 2   | Malá Chuchle (rozc.)     | 3129                         | 201 m       |
| 3,5 | Malá zoologická          |                              |             |
| 4   | Sv. Jan Nepomucký (odb.) |                              | 292 m       |
| 5,5 | Velká Chuchle (bus)      | 1011                         |             |

## Zajímavá místa
- Tramvajová trať Hlubočepy – Sídliště Barrandov
- Křenkov
- Barrandovský most
- kaple Panny Marie Bolestné
- Barrandovské terasy a bývalý bazén
- Barrandovské skály – národní přírodní památka
- Branický most
- Chuchelské lázně
- Kostel Narození Panny Marie
- Chuchelský tunel
- Cukrovar Malá Chuchle – bývalý mlýn
- Chuchelský tunel
- Mariánský pramen
- Chuchelský háj
- Zookoutek Malá Chuchle
- Chuchelský hřbitov
- Kostel svatého Jana Nepomuckého
- Homolka – přírodní rezervace

## Veřejná doprava
Trasa začíná u stanice tramvají v Hlubočepích, vede poblíž zastávky MHD v Malé Chuchli a končí u zastávky MHD ve Velké Chuchli.